# 1-ша окрема десантно-штурмова рота «Білорусь»
1-ша окрема десантно-штурмова рота «Білорусь» (1 ОДШР) — підрозділ Збройних сил України, сформований з білорусів. Входить до складу 79-ї десантно-штурмової бригади.
2023 року воювала у Мар'їнці Донецької області.

## Історія
Про створення 1-ї окремої десантно-штурмової роти білорусів у червні 2023 року вперше повідомив представник Об'єднаного перехідного кабінету Білорусі з питань оборони Валерій Сахащик. На липень 2023 року у підрозділі було близько 30 осіб. За словами Сахащика, підрозділ складається з військових-професіоналів, насамперед людей із бойовим досвідом та офіцерськими званнями. До роти входять колишні бійці полку Калиновського, полку «Пагоня» та 2-го Інтернаціонального легіону. Рота розвивається у трьох напрямках — штурмова авіація, важке озброєння та безпілотники. Посаду першого командира роти зайняв білоруський офіцер з позивним «Фенікс», який був важко поранений наприкінці весни. Новопризначений командир — колишній білоруський спецпризначенець. Роту підтримують приватні спонсори та організація Prague Support Team.
На серпень 2023 року перебувала у складі 79-ї десантно-штурмової бригади. Воювала у Мар'їнці.

## Нагороди
8 вересня 2023 року Рада Білоруської Народної Республіки нагородила шістьох осіб 1-ї окремої десантно-штурмової роти медаллю «За бойові заслуги». Церемонія відбулася 27 вересня. Нагороди бійцям вручив Валерій Сахащик.
У жовтні 2023 року боєць 1-ї окремої десантно-штурмової роти з позивним «Рудий» був нагороджений нагрудним знаком «За мужність і відвагу на полі бою».

## Реакція білоруської влади
12 вересня 2023 року суд Центрального району Мінська визнав телеграм-канал 1-ї окремої десантно-штурмової роти екстремістським матеріалом.